# Benny Fenton
Benjamin Robert Vincent Fenton (West Ham, 28 ottobre 1918 – Poole, 29 luglio 2000) è stato un allenatore di calcio e calciatore inglese, di ruolo centrocampista.

## Biografia
Suo fratello maggiore Ted Fenton era a sua volta un calciatore professionista ed in seguito divenne a sua volta allenatore; i due fratelli giocarono insieme 4 partite con la maglia del West Ham Utd, diventando gli unici due fratelli ad essere mai riusciti a raggiungere tale risultato con la divisa degli Hammers in prima squadra.

## Carriera

### Giocatore
Gioca nelle giovanili dei dilettanti e, successivamente, in quelle del West Ham, club con il quale nel 1937 all'età di diciannove anni esordisce nel calcio professionistico inglese: tra quell'anno ed il 1939 gioca infatti 21 partite (e segna 9 gol) nella seconda divisione inglese. Nel 1939 viene ceduto al Millwall, con cui esordirà in campionati ufficiali solo in seguito alla regolare ripresa dei campionati in seguito al termine della Seconda guerra mondiale; durante il conflitto, raggiunge nella stagione 1944-1945 la finale della Football League War Cup con i Lions, con i quali nella stagione 1946-1947 (la sua ultima nel club e, di fatto, anche l'unica in cui vi ha giocato dopo la ripresa dei campionati) segna 7 gol in 20 presenze nella Second Division 1946-1947. A fine stagione viene ceduto al Charlton, con cui tra il 1947 ed il 1955 milita nella prima divisione inglese, diventando anche capitano del club a partire dalla stagione 1950-1951. Con gli Addicks disputa in totale 275 partite (264 in campionato ed 11 in FA Cup) e segna 22 reti (tutte in campionato). Nella parte finale della stagione 1954-1955 viene ceduto in terza divisione al Colchester Utd, di cui diventa inoltre anche allenatore. Per due stagioni e mezza è stabilmente titolare nella squadra (11 presenze nella seconda parte della stagione 1954-1955 e 33 e 39 presenze nei due campionati successivi), mentre nella stagione 1957-1958, la sua ultima da calciatore, totalizza 23 presenze, arrivando così ad un bilancio totale di 106 presenze e 15 reti (7 delle quali su calcio di rigore) con la maglia degli U's.

### Allenatore
Inizia ad allenare al Colchester, sfiorando la promozione in seconda divisione nella stagione 1956-1957 (secondo posto in classifica ad un punto di distacco dall'Ipswich Town vincitore del campionato); dal 1958 al 1963 è solamente allenatore del club, con cui nel 1961 retrocede in Fourth Division, risalendo però subito di categoria grazie ad un secondo posto in classifica nella stagione 1961-1962. Nella stagione 1963-1964 passa al Leyton Orient, sempre in terza divisione; il 30 dicembre 1964, dopo una stagione e mezza, viene esonerato.
Il suo successivo incarico da allenatore inizia il 1º maggio 1966, al Millwall, club con cui conclude la sua prima stagione ottenendo la promozione in seconda divisione grazie ad un secondo posto in classifica in terza divisione; tra il 1966 ed il 1974 allena i Lions in seconda divisione, sfiorando anche la promozione in prima divisione nella Second Division 1971-1972, terminata al terzo posto ad un punto di distacco dal Birmingham City secondo classificato ed a due punti dal Norwich City vincitore del campionato; nelle rimanenti stagioni il club staziona stabilmente a metà classifica (il miglior piazzamento è costituito da due ottavi posti, il peggiore dal dodicesimo posto della Second Division 1973-1974, con otto punti di margine sulla zona retrocessione).